# Историјско доба
Историјско доба (историја) је део прошлости коме претходи праисторија, и оно још увек траје. Историјско доба, у ствари, представља развој људске цивилизације. Оно је почело у IV миленијуму пре нове ере, од тренутка проналаска писаних споменика, формирањем класа и појавом првих држава.
Дели се на стари, средњи и Нови век и на Савремено доба у ком ми данас живимо. Важно је напоменути да историјско доба не почиње у исто време за све народе. За народе Месопотамије и Египта она је почела око 3000. године пре нове ере, а рецимо за Нову Гвинеју 1900. године.

## Периодизација историјског доба
Приликом периодизације историјског доба разни историчари користе разне критеријуме у погледу датирања основних историјских епоха старог, средњег, новог века и савременог доба.
- Традиционално се за почетак старог века или античког доба узима проналазак писма који није могуће прецизно одредити (око 3250.-3000. године пре нове ере у Египту), па све до пада Западног римског царства 476. године.
- Почетак средњег века најчешће означава пад Западно-римског царства 476. године па све до пада Цариграда под турску власт 1453. године (у неким случајевима до проналаска Америке 1492. године)
- Нови век почиње од 15. века, падом Цариграда 1453. године, или према другима, Колумбовим открићем Америке 1492. године до почетка Француске револуције 1789. године.
- Савремено доба обухвата период од краја Првог светског рата па до данас.[2]

Проналазак писма је био велика прекретница у историји људског друштва, па се време пре проналаска и употребе писма назива праисторија, а после проналаска писма историја.